# Strontiumisotopenanalyse

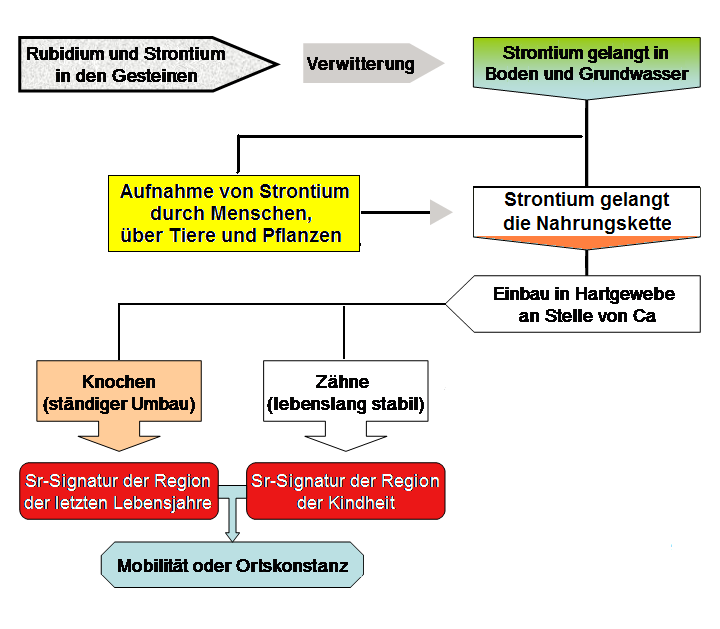
Der Weg des Strontiums

Die Strontiumisotopenanalyse dient unter anderem zur Analyse von (prä)historischem Migrationsverhalten von Menschen und Tieren. Strontium wird abhängig vom geographischen Ort in unterschiedlichen Isotopenverhältnissen mit der Nahrung aufgenommen und in Knochen und Zähnen eingelagert. Die Archäologie bedient sich seit einigen Jahren zunehmend dieser neuen Methode. Die ersten Projekte gingen von den USA und Großbritannien aus und betrafen zunächst Nord- und Mittelamerika. Aktuelle Anwendungen beschäftigen sich zum Beispiel mit dem Migrationsverhalten im Jungpaläolithikum, dem Neolithikum oder der Eisenzeit in Mitteleuropa.
Neuere Anwendungen nutzen den Effekt der geographisch-variierenden Sr-Isotopenzusammensetzung auch zur Lebensmittelherkunfts- bzw. -echtheitsbestimmung. Da beispielsweise bestimmte Regionen durch eine charakteristische Sr-Isotopensignatur geprägt sind, wird diese Signatur unter anderem auch in verschiedenen landwirtschaftlichen Produkten reflektiert. Hierbei ist jedoch zu beachten, dass es durch den Eintrag von Dünger und Niederschlag zu einer vom geologischen Untergrund abweichenden Sr-Isotopensignatur kommen kann. Man spricht hierbei auch von der „mobilen Sr-Fraktion“. Weitere Anwendungen der Sr-Isotopenanalyse finden sich beispielsweise auch in der Forensischen Medizin.
Der radioaktive Rubidium-Strontium-Zerfall eignet sich für die Datierung von Gestein aus dem Präkambrium.

## Physikalische Grundlagen
Strontium hat vier stabile, natürlich vorkommende Isotope: 84Sr (0,56 %), 86Sr (9,86 %), 87Sr (7,0 %) und 88Sr (82,58 %). 87Sr entsteht beim β−-Zerfall des Rubidium-Isotops 87Rb mit einer Halbwertszeit von 4,81 · 1010 a. Damit gibt das Isotopenverhältnis von 87Sr zu 86Sr Hinweise auf Alter des Gesteins. Je nach Region variiert das mittlere 87Sr / 86Sr-Verhältnis von 0,71 um bis zu 2 %.

## Einlagerung in Knochen und Zähnen
Strontium ist wie Calcium ein Erdalkalimetall. Es wird daher im Körper ebenso wie Calcium zum Aufbau von Knochen und Zähnen gebraucht. Da die Entwicklung der Zähne im Jugendalter abgeschlossen wird, kann man hieraus auf die Region schließen, in der eine Person aufgewachsen ist, während die Knochen mitteilen, wo sie sich in den letzten Lebensjahren befand. Dadurch wird zum Beispiel eine Analyse von Migrationsbewegungen sesshafter Bevölkerungen ermöglicht, wenn dazu die Strontiumisotope von Fossilienfunden herangezogen werden.

## Anwendung und Herausforderungen in der archäologischen Migrationsforschung
Die Strontiumisotopenanalyse kann nachweisen, wenn eine Person höchstwahrscheinlich nicht-lokal ist. Man kann mit ihr allerdings nicht akkurat den Lebensort von archäologischen Individuen bestimmen. Das hat verschiedene Gründe.
Das vom Körper aufgenommene Strontium setzt sich zusammen aus dem Strontium im Trinkwasser und dem Rest der Nahrungskette. Die Herkunft und die Zusammensetzung der Ernährung hat also einen großen Einfluss. Aufgrund der Biopurifikation haben verschiedene Organe von Pflanzen unterschiedliche 87Sr/86Sr-Verhältnisse. Das Verhältnis von 87Sr/86Sr weist dann zwar über die Nahrungskette hinweg keine relevante Fraktionierung auf, die unterliegende Geologie kann aber kleinräumig sehr große Variation aufweisen, besonders in alpinen Gebieten. Dort kann es auch vorkommen, dass zwei weit entfernte Gebiete dieselbe Isotopensignatur aufweisen. Dazu kommt, dass atmosphärisch eingetragener Staub sich auf den Strontiumabdruck von Böden auswirkt. Böden können dazu über ihre Entwicklung hinweg unterschiedliche Sr-Signaturen aufweisen, weil die primären Sr-Lieferanten (Karbonate, Plagioklase) relativ schnell verwittern und dann weniger Strontium ins Grundwasser abgeben. Biomasse entlang der Küste hat immer eine ähnliche Sr-Signatur, weil Ozeanwasser global ein  87Sr/86Sr-Verhältnis von 0.7092 aufweist und mit Regen aufs Land transportiert wird. Die Analyse von 87Sr/86Sr ist allgemein problematisch in Populationen, welche viel Salz konsumierten: Dies wurde über weite Strecken verhandelt, und Meersalz in der Ernährung trägt logischerweise zu einer Annäherung an den ozeanischen Strontiumabdruck bei.
Es gibt verschiedene Ansätze, den lokalen Strontiumabdruck zu definieren: Früher wurde oft einfach der Durchschnitt aller Proben eines Standorts verwendet und angenommen, der Wert sei akkurat für diese spezifische geologische Formation. Heute ist man dazu übergegangen, die Ergebnisse von Gewässer-, Pflanzen- oder Tierknochenproben mit geostatistischen Methoden zu modellieren, ohne der unterliegenden Geologie ein so großes Gewicht zu geben. Wichtig ist dafür aber immer noch eine angemessene Datengrundlage, die nicht für alle Gebiete gegeben ist, wie z. B. Madagaskar.
Für eine breitere Analyse von Migration müssen daher weitere Indizien hinzugezogen werden, wie zum Beispiel die Verteilung und Entwicklung von Kulturphänomenen, genetische Studien oder der Transport von Rohstoffen.

## Rubidium-Strontium-Datierung
Die Halbwertszeit von 87Rb ist ca. 10-mal länger als das geschätzte Alter der Erde. Rubidium-Strontium-Datierung basiert auf dem Zerfall von Rubidium in Strontium. Mit ihr lassen sich Gesteine aus dem Präkambrium vor 4,5 Mrd. Jahren bis zur Kreidezeit vor ca. 50 Mio. Jahren zeitlich einordnen. Für jüngere Gesteine sind andere geochronologische Verfahren vorzuziehen.
Dank des Vorhandenseins des stabilen Referenzisotops 86Sr stützt sich die Radiometrische Datierung auf die Isochronenmethode. Dadurch ist sie weniger anfällig gegenüber dem Schätzen der Ausgangskonzentration und erreicht eine Genauigkeit von bis zu 5 %.

## 86Sr -87Sr Verhältnis in Sedimenten und Strontium-Isotopen-Stratigraphie
Durch den Zerfall von 87Rb zu 87Sr steigt der Anteil dieses Isotops im Meerwasser im Verhältnis zu 86Sr mit der Zeit stetig an (Durch die hohe Verweilzeit des Elements im Verhältnis zur Durchmischung ist der Gehalt des Seewassers zu jedem Zeitpunkt global fast homogen). Dadurch kann das Verhältnis dieser Isotope zur Datierung mariner Sedimente verwendet werden. Verwendet werden vor allem biogene Minerale wie Calcit und Apatit sowie Kalk- und Dolomit-Gesteine, in die Strontium als geringe Beimengung im Austausch für Calcium regelmäßig eingelagert wird. Bei der Datierung ist zu beachten, dass das Verhältnis der Isotope nur über relativ kurze Zeitperioden linear ist. Über geologische Epochen betrachtet, schwanken die Werte stark zyklisch mit einer Periode von etwas mehr als 60 Millionen Jahren; deshalb muss bei Verwendung zur Datierung eine Eichkurve zugrunde gelegt werden.
Neben der absoluten Datierung kann das Verhältnis der Strontium-Isotope für weitere interessante Anwendungen herangezogen werden. Durch fraktionierte Kristallisation ist die Kontinentale Erdkruste gegenüber dem Erdmantel an Strontium und Rubidium angereichert. Dadurch ist in Verwitterungsprodukten der Kontinente, und im kontinentalen Abfluss der Anteil von 87Sr höher als in den (aus dem Mantel gespeisten) mittelozeanischen Rücken. Das Verhältnis von 87Sr zu 86Sr kann daher als indirekter Indikator (Proxy) für den Eintrag kontinentaler Verwitterungsprodukte in die Weltmeere verwendet werden, oder zur Unterscheidung mariner und fluviatiler Sedimente dienen. Die Verwitterungsrate und damit das Isotopenverhältnis wird zum Beispiel durch Eiszeitalter verändert; dies kann zur indirekten Datierung von globalen Eiszeiten, etwa im Präkambrium, dienen. Zahlreiche weitere Anwendungen werden erprobt. So können plötzliche Knicke in der Kurve der Isotopenverhältnisse in Paketen mariner Sedimente zur Analyse der Ablagerungsgeschwindigkeit dienen. Unterschiedliche Verhältnisse innerhalb eines Gesteins, zum Beispiel der Kristalle und Matrix eines Sedimentgesteins, klären auf ob beide gleiches Alter besitzen.